# Memphis South Stars
I Memphis South Stars sono stati una squadra di hockey su ghiaccio della con sede nella città di Memphis, nello Stato del Tennessee. Nacquero nel 1967 e disputarono la Central Hockey League fino al loro scioglimento giunto nel 1969. Nel corso delle stagioni furono affiliati ai Minnesota North Stars.

## Storia
Dopo la fine dell'epoca delle Original Six nel 1967 nacquero sei nuove franchigie in National Hockey League, e una di queste fu quella dei Minnesota North Stars. Per poter avere giocatori disponibili in caso di bisogno l'organizzazione creò quello stesso anno un farm team in Central Hockey League nella città più grande del Tennessee, Memphis.
La squadra assunse la denominazione "South Stars" in contrapposizione ai "North Stars" del Minnesota e giocò presso il Mid-South Coliseum, dove nelle tre stagioni precedenti avevano giocato i Memphis Wings, formazione affiliata ai Detroit Red Wings. I South Stars durarono solo due stagioni, infatti nel 1969 la squadra si trasferì nell'Iowa e cambiò il proprio nome in Iowa Stars.

### Affiliazioni
Nel corso della loro storia i Memphis South Stars sono stati affiliati alle seguenti franchigie della National Hockey League:
- Minnesota North Stars: (1967-1969)

## Record stagione per stagione
| Memphis South Stars |          |    |    |    |    |    |     |     |    |                                  |
| 1967-68             | Northern | 70 | 24 | 34 | 12 | 60 | 206 | 244 | 3° | perde 1º turno (Kansas City) 0-3 |
| 1968-69             | North    | 72 | 14 | 41 | 17 | 45 | 208 | 304 | 4° |                                  |

## Record della franchigia

### Singola stagione
Gol: 27  Barrie Meissner  (1968-69)
Assist: 38  Gary Dineen (1968-69)
Punti: 60  Germain Gagnon (1967-68)
Minuti di penalità: 142  Jack Chipchase (1967-68)

### Carriera
Gol: 42  Barrie Meissner
Assist: 55  Sandy Fitzpatrick
Punti: 92  Barrie Meissner
Minuti di penalità: 146  Barrie Meissner
Partite giocate: 131  Barrie Meissner